# Séné
Séné é uma comuna francesa na região administrativa da Bretanha, no departamento Morbihan. Estende-se por uma área de 19,94 km². Em 2010 a comuna tinha 9 201 habitantes (densidade: 461,4 hab./km²).